# Méthodologie économique
La méthodologie économique est une sous-discipline de la science économique qui s'interroge, en mobilisant les apports de la philosophie des sciences, sur les fondements épistémologiques des théories économiques. L'expression « méthodologie économique » (de l'anglais economic methodology) est réductrice car les problématiques développées sont autant de nature ontologique et épistémologique que méthodologique.
Cette sous-discipline connaît un essor assez marqué dans les pays anglo-saxons depuis les années 1980. Une revue scientifique, The Journal of Economic Methodology lui est consacrée. Les thèmes de recherche sont extrêmement divers, même si une grande partie des réflexions est dirigée vers le paradigme néoclassique. Notamment, d'importantes réflexions autour de la théorie des jeux, du concept de rationalité, de l'individualisme méthodologique ou encore de l'économétrie se sont développées.
Par ailleurs, la méthodologie économique est également un terrain fortement investi par les approches économiques hétérodoxes (post-keynésianisme, marxisme, institutionnalisme, école autrichienne), l'élaboration d'un paradigme alternatif passant inévitablement par la reformulation des fondements épistémologiques de la science économique.

## Les grandes étapes de la réflexion en méthodologie économique

### Mill, Robbins, et l'apriorisme méthodologique
John Stuart Mill est l'un des premiers à mener une réflexion sur les démarches et méthodes employées par les économistes, notamment dans le cadre de son ouvrage monumental d'épistémologie et de philosophie des sciences A System of Logic  (1848). Dans ce dernier, ainsi que dans ses autres écrits méthodologiques, Mill développe une conception radicalement empiriste de la science puisqu'il défend l'idée que le raisonnement déductif n'a en fait aucune existence propre : les prémisses sur lesquels reposent tout syllogisme ont en effet une origine nécessairement empirique et inductive. En d'autres termes, les scientifiques dérivent nécessairement leurs axiomes et postulats de généralisations partant de l'observation.
Cependant, dans le chapitre consacré aux sciences morales, dont l'économie fait partie, Mill montre que les sciences sociales se caractérisent par certaines spécificités : l'impossibilité de mener des expériences contrôlées en laboratoire et la nature de leur domaine d'étude, qui a trait au comportement humain. Ces particularités amènent Mill à caractériser l'économie comme une science déductive et a priori. Les économistes peuvent surmonter l'impossibilité d'isoler les facteurs causaux par des expériences en s'appuyant sur le fait que les sciences économiques étudient un aspect du comportement humain qui nous est compréhensible par introspection : le comportement rationnel.
La tâche des sciences économiques est alors d'isoler le comportement « économique », c'est-à-dire rationnel, des autres facteurs déterminant les comportements effectifs pour en déduire des conséquences empiriques. Mill initie donc l'apriorisme méthodologique : l'économiste part d'un axiome déterminé a priori (la rationalité économique) et, par un enchainement de propositions déductives, peut produire des propositions empiriques.
Au XIXe siècle, les économistes s'inscrivant dans la tradition ricardienne, comme John Elliott Cairnes ou Nassau William Senior reprendront et développeront les thèses méthodologiques de Mill. Elles culmineront dans l'ouvrage de John Neville Keynes The Scope and Method of Political Economy (1891).
L'émergence du marginalisme à la fin du XIXe siècle met un terme à l'école classique britannique et à ses thèses méthodologiques. Ces dernières vont néanmoins réapparaître, sous une version légèrement modifiée, avec le célèbre ouvrage de Lionel Robbins Essay on the Nature and Significance of Economic Science (1932). C'est dans ce livre que Robbins donne une définition de la science économique qui fait encore aujourd'hui autorité : l'économie y est définie comme la « science qui étudie le comportement humain dans la relation entre des fins et des moyens rares à usages alternatifs ». Sur le fond, l'argumentation de Robbins (destinée notamment à contrer l'économie marshalienne) est très proche de celle de Mill : l'économie étudie un domaine où le chercheur dispose d'une connaissance axiomatique acquise par introspection sur la rationalité du comportement humain, ce qui lui permet de ne pas partir d'une généralisation de données empiriques.
Les économistes de l'école autrichienne, à commencer par Ludwig von Mises et sa praxéologie, pousseront la logique a priori et déductive au bout en faisant de l'économie une science purement axiomatico-déductive. La position de Friedrich Hayek à cet égard au sein de l'école autrichienne se caractérisera par une prise de distance avec l'apriorisme radical et le dualisme méthodologique de Mises, pour une vision plus nuancée.

### 1930-1980: La domination du positivisme en économie
Les années 1920 et 1930 marquent une véritable révolution en épistémologie et philosophie des sciences avec la création du Cercle de Vienne. Composé notamment de Rudolf Carnap et Otto Neurath, ce groupe de philosophes contribue à la naissance du positivisme logique. Le programme du positivisme logique consiste dans l'idée que la tâche de la philosophie est de permettre la démarcation entre la signification et la non-signification, ou, dit autrement, de révéler des critères permettant de distinguer les propositions qui ont une signification. Le positivisme logique inscrit la philosophie dans un objectif de clarification, afin d'évacuer toute considération métaphysique de la réflexion philosophique et scientifique.
Dans les années 1930, le mouvement positiviste va s'étendre mais des premières dissensions vont apparaitres entre les membres du Cercle de Vienne, ce dernier disparaissant dans les faits à la fin de cette décennie. Entre le milieu des années 1930 et le milieu des années 1950, c'est un positivisme plus sophistiqué, l'empirisme logique qui émerge, emmené par, outre Carnap, Hempel, Nagel et Ayer.
Le point clé du positivisme logique, puis de l'empirisme logique est la recherche d'un critère permettant de repérer les propositions ayant une signification, seules ces dernières ayant leur place dans la science. Dans ce cadre, sont considérées comme significatives seules les propositions analytiques (ou tautologies) et les propositions synthétiques, c'est-à-dire des constats factuels pouvant être vérifiés ou réfutés. Cependant, en vertu du critère de vérification selon lequel seules les propositions pouvant être vérifiées empiriquement sont scientifiques, les propositions analytiques sont considérées par les positivistes logiques comme non scientifiques et donc rejetées : un jugement n'est scientifique qu'à condition d'être vérifiable, c'est-à-dire testable.
Dans les années 1930, on assiste à un relâchement du critère de vérifiabilité, considéré comme trop strict car conduisant à rejeter toutes les lois universelles, qu'il est impossible de vérifier en pratique. Ayer proposera un critère de « vérifiabilité faible » tandis que Carnap proposera le critère de confirmation. Plus important, en 1934, Karl Popper propose quant à lui le critère de réfutabilité qui sera l'objet de nombreuses et fertiles discussions en philosophie des sciences pendant plus de 50 ans. Ces critères remettent en question ce qui était considéré comme les lois en économie.
Le bouillonnement en philosophie des sciences suscité par le positivisme logique et la critique développée par Popper vont évidemment affecter l'économie. C'est Terence Hutchison qui, dès les années 1930, va introduire le positivisme en économie avec son essai The Significance and Basic Postulates of Economic Theory (1938). À cette époque, en dépit de l'influence de l'économie marshalienne, la science économique est dominée par la méthode a priori telle qu'elle est défendue par Robbins et Mises et, à un degré moindre, par Frank Knight.
L'ouvrage de Hutchison est une attaque directe contre Robbins et Mises. La démarche de Hutchison est caractéristique de la position « en amont » de la philosophie des sciences par rapport à la science : pour Hutchison, il s'agit de faire de l'économie une science et pour cela de la faire correspondre aux critères scientifiques que la philosophie des sciences (le positivisme logique) a énoncés. Dans cette optique, l'économie, comme toute science empirique doit se caractériser par la testabilité de ses propositions, plus précisément par leur réfutabilité, puisque Hutchison, dès 1938, importe les idées de Popper en économie. La position de Hutchison dans cet ouvrage est assez radicale : il faut, selon lui, que toutes les propositions de la théorie économique, notamment celles ayant trait à la rationalité du comportement des agents, puissent être testées empiriquement. Ainsi, contre Mises, Hutchison défend l'idée que toutes les lois économiques doivent en principe être falsifiables empiriquement.
En lui-même, l'essai de Hutchison n'aura qu'un impact négligeable sur la pratique des économistes. En effet, au moment où Hutchison écrit, le tournant positiviste et mathématique en économie est déjà amorcé, et l'ouvrage de Hutchison ne fait que décrire une évolution déjà en cours.
L'importance du positivisme en économie se matérialise notamment dans les écrits méthodologiques de Paul Samuelson et encore plus de Milton Friedman. Ce dernier, dans un célèbre article datant de 1953, The Methodology of Positive Economics, défend la thèse de l'« instrumentalisme méthodologique » : décrivant ce qu'il pense être la pratique effective des économistes, Friedman affirme que le réalisme des hypothèses composant le cœur des théories économiques n'a aucune importance. Seul importe que les théories permettent l'élaboration de prédictions réfutables (Friedman ne mentionne pas Popper et son usage de la notion de réfutabilité a été critiqué). Friedman pense essentiellement au principe de rationalité dont il essaye de montrer que son irréalisme ne pose pas de difficulté en soi. La thèse de Friedman a été très critiquée et a suscité une très abondante littérature, notamment concernant son adaptation de l'instrumentalisme philosophique et le rapport de sa méthodologie avec le positivisme. On notera toutefois que son argumentation semble aller dans le sens des pratiques effectives de nombreux économistes, tels que ceux de l'École de Chicago (Gary Becker, George Stigler).

### La remise en cause du positivisme en économie
Le positivisme a largement été critiqué en épistémologie, notamment par les épistémologies constructivistes.
Pourtant, l'économie institutionnalisée ou académique reste attachée à cette tradition et ce n'est que dans les courants hétérodoxes que l'on trouve des auteurs qui, à travers la question de la méthodologie économique, s'intéressent aux évolutions contemporaines de l'épistémologie.
Ainsi, l'économiste Claude Mouchot explique-t-il que « l'économie ne sera jamais « science normale » au sens de T.S. Kuhn ; l’unification des théories économiques ne se réalisera jamais, au moins dans une société démocratique ; il faut abandonner la référence à la physique et déterminer à nouveaux frais le statut épistémologique de notre discipline ».Le même Claude Mouchot présente dans son ouvrage Méthodologie économique ce que peut constituer une approche constructiviste en économie. Il montre notamment que les « représentations de l'économie font partie de l'économie ». Mais il détaille dans son ouvrage la multiplicité des théories économiques, et évoque le nécessaire retour du politique.
Avec Les Trous noirs de la science économique : essai sur l'impossibilité de penser le temps et l'argent, Jacques Sapir fait le même type de constat de la nécessité d'une approche de l'économie dépassant le positivisme, tandis que Mokhtar Lakehal, dans ses Préliminaires de l'ouvrage Principes d'économie contemporaine, Vuibert, Paris, 1999, portant le titre : « L'économie politique, une Science ? », retrace tout le débat de deux siècles sur la méthodologie de la science économique et ce qu'il faut en retenir aujourd'hui.